# Menesia discimaculata
Menesia discimaculata es una especie de escarabajo longicornio del género Menesia, categorizada en la tribu Saperdini, de la subfamilia Lamiinae. Fue descrita por Aurivillius en 1924.

## Descripción
Mide 8-10 mm de longitud.

## Distribución
Se distribuye por Filipinas.